# 버니 토핀
버니 토핀(영어: Bernie Taupin, CBE, 1950년 5월 22일 ~ )은 영국의 작사가, 가수, 시인이다.
1967년부터 엘튼 존의 음악의 가사를 만들어 왔다. 엘튼 존의 음악 중 대부분은 버니 토핀의 가사를 쓴 것이다.
1992년 엘튼 존과 함께 송라이터 명예의 전당에 입성했으며, 2013년에는 송라이터 명예의 전당 최고특별상(Johnny Mercer Award)을 엘튼 존과 함께 받았다.

## 서훈
- 2022년 대영 제국 훈장 3등급(CBE)[1]

### 내용주
1. ↑  러네이 루소와 자매 관계이다.
2. ↑  딕 헤임즈의 딸이다.
3. ↑  송라이터 명예의 전당에서 시상하는 특별상 중, 전당에 이미 올라있는 사람으로 자격이 제한되는 유일한 상이다. 따라서 가장 권위가 높게 여겨진다.

### 참조주
1. 1 2  “Supplement No. 1: New Year Honours List - United Kingdom”. 《런던 가제트》 (영어) (63571): N27. 2022년 1월 1일.
2. ↑  “Bernie Taupin”. 《송라이터 명예의 전당》 (영어).
3. ↑  “Elton John & Bernie Taupin - Johnny Mercer Award”. 《송라이터 명예의 전당》 (영어).